# جادوگر (مجموعه تلویزیونی کره جنوبی)
جادوگر (انگلیسی: The Witch؛‏ کره‌ای: 마녀) یک مجموعه تلویزیونی محصول کره جنوبی با بازی پارک جین یونگ و رو جونگ یی است. این مجموعه به کارگردانی کیم ته گیون و بر پایه وب‌تونی با همین نام اثر کانگ فول است. جادوگر از ۱۵ فوریه تا ۱۶ مارس ۲۰۲۵ از چنل ای پخش شد. این مجموعه همچنین برای استریم در ویو در مناطق منتخب قابل دسترسی است.

## خلاصه داستان
زن ملقب به «جادوگر» — هرکس به او نزدیک شود، می‌میرد. در ابتدا، کنجکاوی و تحسین انگیزه‌ی نزدیک شدن به اوست، اما لی دونگ‌جین، با ورود به دنیای پارک می‌جئونگ، به مرور نسبت به او احساس همدردی می‌کند. از آنجا که هر کس به می‌جئونگ نزدیک می‌شود دچار حوادثی غم‌انگیز می‌گردد، او که زیر بار احساس گناه خرد شده، از جهان می‌گریزد. داستان درباره‌ی مردی است که زندگی خود را برای شکستن قانون مرگ به خطر می‌اندازد و زنی که در حقیقت آرزو دارد کسی او را به خاطر بیاورد. روایت دو نفر که در پایان سفری طاقت‌فرسا، به رستگاری یکدیگر بدل می‌شوند.

## بازیگران

### اصلی
- پارک جین یونگ در نقش لی دونگ جین[۲]
- رو جونگ یی در نقش پارک می جونگ[۲]

### مکمل
- ایم جه هیوک در نقش کیم جونگ هیوک[۴]
- جانگ هی ریونگ در نقش هو اون شیل[۴]
- جانگ هه جین در نقش اوه می سوک[۴]

مادر دونگ جین
- آن نه سانگ در نقش پارک بیونگ جه[۴]

پدر می جونگ